# EXIT TUNES PRESENTS Vocalodelight feat.初音ミク
『EXIT TUNES PRESENTS Vocalodelight feat.初音ミク』（エグジット・チューンズ・プレゼンツ ボカロデライト フィーチャリング・はつねミク）は、EXIT TUNESボカロコンピシリーズの第22弾となるVOCALOIDコンピレーション・アルバム。
2021年12月15日発売。
キャッチコピーは「喜びのうた、希望の声――」。

## 収録曲
1. ダーリンダンス
  - かいりきベア feat. 初音ミク （作曲、作詞：かいりきベア）
2. グッバイ宣言
  - Chinozo feat. flower （作曲、作詞：Chinozo）
3. Henceforth
  - Orangestar feat. flower （作曲、作詞：Orangestar）
4. Mr.シャーデンフロイデ
  - ひとしずく×やま△ feat. 初音ミク、鏡音リン、鏡音レン、巡音ルカ、KAITO、MEIKO、GUMI、神威がくぽ（作曲、作詞：ひとしずく×やま△ ）
5. コールボーイ
  - syudou feat. 初音ミク （作曲、作詞：syudou）
6. 仮想市民
  - ジミーサムP feat. 巡音ルカ　（作曲、作詞：ジミーサムP）
7. IMAWANOKIWA
  - いよわ feat. 初音ミク （作曲、作詞：いよわ）
8. YY
  - 23.exe feat. 初音ミク （作曲、作詞：23.exe）
9. ロキ
  - みきとP feat. 鏡音リン、鏡音レン （作曲、作詞：みきとP）
10. ユエニ
  - ユリイ・カノン feat. GUMI （作曲、作詞：ユリイ・カノン）
11. オートファジー
  - 柊キライ feat. flower （作曲、作詞：柊キライ）
12. スーパーヒーロー
  - Guiano feat. IA （作曲、作詞：Guiano）
13. ヴィラン
  - てにをは feat. flower （作曲、作詞：てにをは）
14. ウダウダウダ
  - かいりきベア feat. 初音ミク （作曲、作詞：かいりきベア）
15. ジターバグ
  - 蜂屋ななし feat. 初音ミク、MEIKO （作曲、作詞：蜂屋ななし）
16. リングの熾天使
  - Mitchie M feat. 初音ミク、鏡音リン、KAITO （作曲、作詞：Mitchie M）
17. 僕が夢を捨てて大人になるまで
  - 傘村トータ feat. 初音ミク （作曲、作詞：傘村トータ）
18. レインボウ
  - EVERGREEN LELAND STUDIO feat. 初音ミク（作曲、作詞：EVERGREEN LELAND STUDIO(はりーP、Heavenz、koyori、YoP))